# Cosme e Damião: Quase Santos
Cosme e Damião: Quase Santos é uma série de televisão brasileira produzida pelo Globoplay e com coprodução com o Porta dos Fundos. A primeira temporada estreou em 5 de dezembro de 2024 no serviço de streaming. 
Criada por Cezar Maracujá, Rafael Portugal e Thaisa Damous e escrita por Caito Mainier, Maurício Rizzo, Joana Penna, Bruna Trindade, Gustavo Viella e Matheus Med, a primeira temporada da série tem direção de Ian SBF, Rodrigo Van Der Put e Vini Videla, com direção geral a cargo de Ian SBF.
Conta com Rafael Portugal, Cezar Maracujá, Estevam Nabote, Flávia Reis, Thelmo Fernandes e Dhu Moraes nos papéis principais.

## Enredo
A cada episódio acompanha uma nova e empolgante aventura protagonizada pela dupla formada por Cosme (Cezar Maracujá) e Damião (Rafael Portugal). Seja por meio de ideias mirabolantes ou enrascadas que eles próprios criaram. Em meio a essas peripécias, juntamente com seus familiares e vizinhos, os protagonistas frequentemente se reúnem na acolhedora casa da Vó Nilza (Dhu Moraes). Nesse ambiente caloroso, onde sempre há espaço para mais um, a atmosfera é impregnada de música, boa comida e afeto. A série captura de maneira autêntica o cotidiano do subúrbio e as complexas relações de uma família multigeracional.

## Elenco
| Intérprete       | Personagem |
| ---------------- | ---------- |
| Rafael Portugal  | Damião     |
| Cezar Maracujá   | Cosme      |
| Dhu Moraes       | Vó Nilza   |
| Flávia Reis      | Kátiadeise |
| Raquel Villar    | Rebecca    |
| Estevam Nabote   | Dubai      |
| Pedro Ottoni     | Golinho    |
| Thelmo Fernandes | Pardal     |

### Participações especiais
| Intérprete        | Personagem               | Episódio                    |
| ----------------- | ------------------------ | --------------------------- |
| Diego Laumar      | Marquinhos               | Corre que a Vó Nilza Vem Aí |
| Isaú Junior       | Barba Ruiva              | Paranoia                    |
| Luci Pereira      | Beth                     | Paranoia                    |
| Luci Pereira      | Beth                     | Golinho É Gol               |
| Caito Mainier     | Jorginho da Matta        | O Quebra-Mola               |
| Caito Mainier     | Jorginho da Matta        | Família Vira Voto           |
| Neusa Borges      | Tia Meire                | Minha Vó Tá Maluca          |
| Jorge Hissa       | Paulinho da Pamonha      | Minha Vó Tá Maluca          |
| Fábio de Luca     | Celso                    | Minha Vó Tá Maluca          |
| Daniel Furlan     | Robson Carvalho          | Cosme É Um Gênio            |
| Gregório Duvivier | Tito                     | Cosme É Um Gênio            |
| Isabelle Marques  | Natália Toledo           | Cosme É Um Gênio            |
| Anja Bittencourt  | Dona Sônia               | O Defunto                   |
| Rafael Queiroga   | Afonso                   | O Defunto                   |
| Otávio Augusto    | Padre Nelson             | O Defunto                   |
| Ed Gama           | Marco Dourado (Marcão)   | Rebecca E Damião            |
| Maíra Sá          | Deise Kátia              | Rebecca E Damião            |
| Dudu Azevedo      | Fellipe Souza (Felipnho) | O Bagaço Da Laranja         |

## Episódios
| N.º geral | N.º na temp. | Título                        | Dirigido por                            | Escrito por                                                              | Exibição original     |
| --- | ------------ | ----------------------------- | --------------------------------------- | ------------------------------------------------------------------------ | --------------------- |
| 1 | 1            | "Corre Que A Vó Nilza Vem Aí" | Ian SBF Rodrigo Van Der Put Vini Videla | Maurício Rizzo, Joana Penna, Bruna Trindade, Gustavo Viella, Matheus Med | 5 de dezembro de 2024 |
| Na ausência de Vó Nilza, Cosme e Damião usam o carro secretamente para vender balas, mas uma criança atrapalha tudo. Katiadeise e Dubai querem uma tarde a sós, mas dá tudo errado. |              |                               |                                         |                                                                          |                       |
| 2 | 2            | "Paranoia"                    | Ian SBF Rodrigo Van Der Put Vini Videla | Maurício Rizzo, Joana Penna, Bruna Trindade, Gustavo Viella, Matheus Med | 5 de dezembro de 2024 |
| Damião, para impressionar Rebecca, briga com o “porradeiro” de torcida mais temido, que quer se vingar. Suas ameaças geram uma paranoia que contamina a família inteira.            |              |                               |                                         |                                                                          |                       |
| 3 | 3            | "O Quebra-Mola"               | Ian SBF Rodrigo Van Der Put Vini Videla | Maurício Rizzo, Joana Penna, Bruna Trindade, Gustavo Viella, Matheus Med | 5 de dezembro de 2024 |
| Cosme e Damião constroem um quebra-molas gigante para fazer trânsito e vender balas mais perto de casa, mas acabam causando muitos problemas.                                       |              |                               |                                         |                                                                          |                       |
| 4 | 4            | "Golinho É Gol"               | Ian SBF Rodrigo Van Der Put Vini Videla | Maurício Rizzo, Joana Penna, Bruna Trindade, Gustavo Viella, Matheus Med | 5 de dezembro de 2024 |
| Cosme e Damião disputam com Pardal um espaço na rua e resolvem decidir no golzinho. Mas um sistema de apostas muda tudo e atrapalha os planos da dupla.                             |              |                               |                                         |                                                                          |                       |
| 5 | 5            | "Família Vira Voto"           | Ian SBF Rodrigo Van Der Put Vini Videla | Maurício Rizzo, Joana Penna, Bruna Trindade, Gustavo Viella, Matheus Med | 5 de dezembro de 2024 |
| Nas eleições, Cosme e Rebecca defendem candidatos rivais. A divisão familiar gera debates, fakenews e guerra nos grupos de zap, até que o amor familiar prevalece.                  |              |                               |                                         |                                                                          |                       |
| 6 | 6            | "Minha Vó Tá Maluca"          | Ian SBF Rodrigo Van Der Put Vini Videla | Maurício Rizzo, Joana Penna, Bruna Trindade, Gustavo Viella, Matheus Med | 5 de dezembro de 2024 |
| No dia da visita da Tia Meire, Nilza faz um exame e a sedação a deixa sem filtro. Suas falas atrapalham o almoço em família e os negócios dos netos.                                |              |                               |                                         |                                                                          |                       |
| 7 | 7            | "Cosme É Um Gênio"            | Ian SBF Rodrigo Van Der Put Vini Videla | Maurício Rizzo, Joana Penna, Bruna Trindade, Gustavo Viella, Matheus Med | 5 de dezembro de 2024 |
| Cosme cai num golpe e acredita ser um gênio. Tenta empreender sozinho com ideias mirabolantes enquanto Damião encontra um novo parceiro nas vendas.                                 |              |                               |                                         |                                                                          |                       |
| 8 | 8            | "O Defunto"                   | Ian SBF Rodrigo Van Der Put Vini Videla | Maurício Rizzo, Joana Penna, Bruna Trindade, Gustavo Viella, Matheus Med | 5 de dezembro de 2024 |
| Cosme e Damião organizam uma festa de 75 anos para Vó Nilza. Mas o padre convidado desmaia e é confundido com um cadáver. A dupla precisa salvar a festa.                           |              |                               |                                         |                                                                          |                       |
| 9 | 9            | "Rebecca E Damião"            | Ian SBF Rodrigo Van Der Put Vini Videla | Maurício Rizzo, Joana Penna, Bruna Trindade, Gustavo Viella, Matheus Med | 5 de dezembro de 2024 |
| A pedido de Rebecca, Damião tenta afastar um garoto que se interessa por ela. Mas acaba se atrapalhando por paixão e Cosme entra em ação para sabotar o romance.                    |              |                               |                                         |                                                                          |                       |
| 10 | 10           | "O Bagaço Da Laranja"         | Ian SBF Rodrigo Van Der Put Vini Videla | Maurício Rizzo, Joana Penna, Bruna Trindade, Gustavo Viella, Matheus Med | 5 de dezembro de 2024 |
| Cosme e Damião fazem um churrasco para recuperar dinheiro perdido numa compra de laranjas. O evento é um sucesso até que uma fofoca ameaça estragar tudo.                           |              |                               |                                         |                                                                          |                       |